# Brecon Mountain Railway
| Brecon Mountain Railway Rheilffordd Mynydd Brycheiniog                                          | Brecon Mountain Railway Rheilffordd Mynydd Brycheiniog |
| ----------------------------------------------------------------------------------------------- | ------------------------------------------------------ |
| In Deutschland gebaute Dampflok Graf Schwerin-Löwitz aus dem Jahr 1908 mit amerikanischen Wagen |                                                        |
| Streckenlänge:                                                                                  | 8 km                                                   |
| Spurweite:                                                                                      | 603 mm (Schmalspur)                                    |
|                                                                                                 |                                                        |

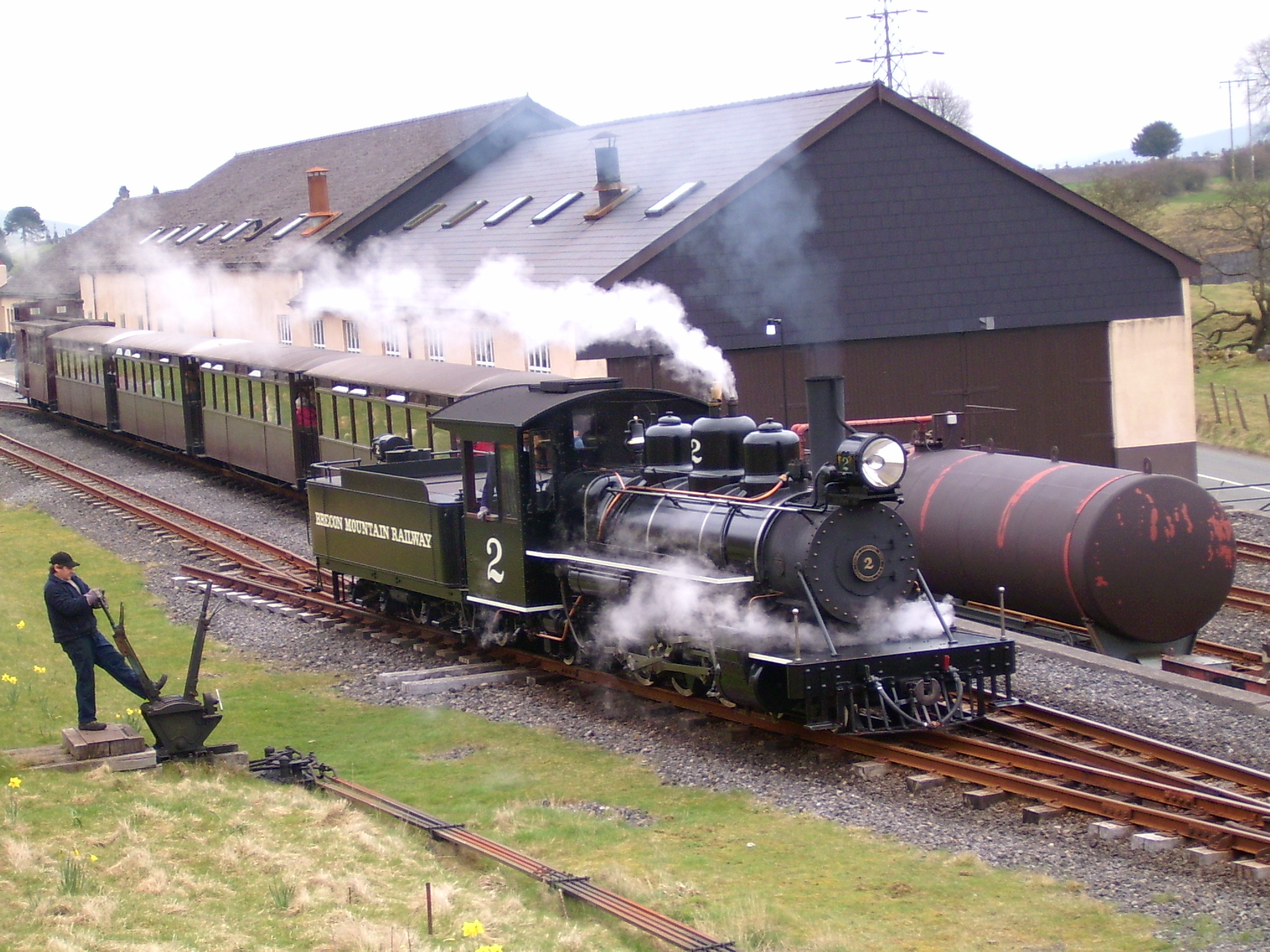
Baldwin-Dampflok Nr. 2 aus dem Jahr 1903

Die Brecon Mountain Railway (Walisisch: Rheilffordd Mynydd Brycheiniog) ist eine Museums-Schmalspurbahn mit einer Spurweite von 603 mm (1 Fuß 11¾ Zoll). Sie verläuft nördlich der Stadt Merthyr Tydfil entlang dem Pontsticill-Stausee und dem oberen Pentwyn-Stausee durch die Brecon Beacons nach Torpantau.

## Streckenverlauf
Die Bahnlinie, die zwischen 1978 und 2014 in mehreren Etappen errichtet wurde, verläuft auf ca. 8 Kilometern der Trasse des Nordabschnitts der eingestellten normalspurigen Brecon and Merthyr Railway von Pant über Pontsticill und Dolygaer zu einem neuen Bahnhof in Torpantau.
Sie endet in der Nähe des 610 m langen Torpantau-Tunnels, des höchstgelegenen Tunnels von Großbritannien.
Einer der Vorteile der Bahn ist, dass die Touristen entlegene Teile des Bannau-Brycheiniog-Nationalparks erreichen können, ohne mit dem eigenen Auto anzureisen. Parkplätze gibt es deshalb aufgrund einer Bedingung der Planungsbehörden für den Wiederaufbau nur am Bahnhof Pant, außerhalb des Nationalparks.
Die Brecon Mountain Railway ist Mitglied der Great Little Trains of Wales.

## Bahnhöfe
- Pant – südlicher Endbahnhof

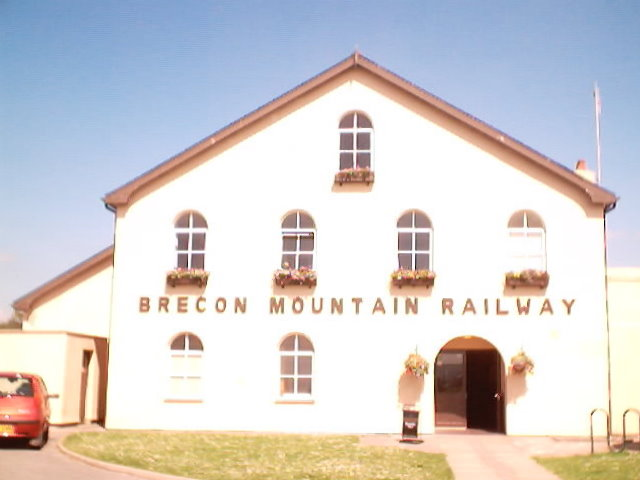
Bahnhof Pant

- Pontsticill – in der Nähe des gleichnamigen Stausees
- Dol-Y-Gaer – Kreuzungsstation
- Torpantau – nördlicher Endbahnhof

## Lokomotiven
Vollständige Liste der Dampflokomotiven:
| Hersteller              | Seriennummer                   | Datum | Achsfolge | Name oder Nummer             | Status |
| ----------------------- | ------------------------------ | ----- | --------- | ---------------------------- | --- |
| Baldwin                 | 15511                          | 1897  | 2-6-2     | 1                            | betriebsfähig, von 2-6-0 auf 2-6-2 umgebaut |
| Baldwin                 | 61269                          | 1930  | 4-6-2     | 2                            | Betriebsbereit. Ursprünglich für die 610 mm (2 Fuß) Spurweite der Eastern Province Cement Company in Port Elizabeth, Südafrika gebaut. Von der Brecon Mountain Railway um 1990 erworben und 1997 generalüberholt. |
| Baldwin                 | Das Original hatte die Nr. 23. |       | 2-6-2     | 3                            | Die Originallok wurde 1936 verschrottet. Jetzt wird in den Werkstätten eine Replik nach den Originalzeichnungen gebaut.                                                                                           |
| Baldwin                 | Das Original hatte die Nr. 10. |       | 2-4-4T    | 4                            | Die Originallok wurde 1936 verschrottet. Jetzt wird in den Werkstätten eine Replik nach den Originalzeichnungen gebaut.                                                                                           |
| Brecon Mountain Railway | 001                            | 1987  | 0-6-0DH   |                              | betriebsbereit |
| De Winton               |                                | 1894  | 0-4-0VBT  | Pendyffryn                   | betriebsbereit, aber nicht in Betrieb |
| Henschel                | 29587                          | 1957  | 2-8-2     | 146 (SAR-Klasse NG 15)       | eingelagert |
| Hunslet Engine Co.      | 827                            | 1903  | 0-4-0ST   | Sybil (Hunslet Alice Class)  | betriebsbereit, aber nicht in Betrieb |
| Jung                    | 1261                           | 1908  | 0-6-2WT+T | Graf Schwerin-Löwitz 99 3553 | betriebsbereit |
| Redstone                |                                | 1905  | 0-4-0VBTT |                              | betriebsbereit, aber nicht in Betrieb |
| Wickham                 | 10943                          | 1976  | 2w-2PMR   |                              | betriebsbereit |
| Kambarka                | TU7-1698                       | 1981  | 4w-4wDH   |                              | Die Lok stammt von der Torfeisenbahn in Seda, in Lettland. |
| Kambarka                | TU7E-2426                      | 1985  | 4w-4wDH   |                              | Die Lok stammt von der Elektrischen Tatrabahn in der Slowakei. |